# Leopold Agbazo
Leopold Agbazo (* 25. Januar 1945) ist ein ehemaliger beninischer Boxer.
Agbazo nahm an den Olympischen Sommerspielen 1972 als Teil einer dreiköpfigen Delegation der damaligen Republik Dahomey teil und war am 27. August 1972 der erste Olympionike seines Landes. Er trat im Bantamgewicht an und verlor seinen Kampf gegen Abdel Aziz Hammi aus Tunesien. In der BoxRec-Datenbank ist für ihn zudem ein Profikampf (K.-o.-Sieg) im Jahr 1980 notiert.